# Dorylaimida
Dorylaimida ist eine Ordnung der Fadenwürmer mit über 3100 Arten. Sie ist die einzige Ordnung in der Überordnung Dorylaimica und diese wiederum in der Unterklasse Dorylaimia. Es handelt sich größtenteils um freilebende Fadenwürmer im Boden oder im Süßwasser. Vertreter der Familie Longidoridae sind Pflanzenparasiten und spielen als Vektoren von Pflanzenviren eine Rolle.

## Merkmale
Merkmale der Ordnung sind der axiale Mundstachel (Odontostyl) mit deutlicher Öffnung, der zweigeteilte flaschenähnliche Pharynx, ein deutliches Prärectum, bauchseitig gebogene Spicula, seitliche Führungsstrukturen und ventromediane Zusatzbildungen.

## Systematik
Die Ordnung wird in zwei Unterordnungen, sechs Überfamilien, 18 Familien, 52 Unterfamilien und 269 Gattungen untergliedert.
- Unterordnung Dorylaimina Chitwood, 1933
  - Überfamilie Dorylaimoidea De-Man, 1876 (Thorne, 1934)
    - Familie Dorylaimidae De-Man, 1876
    - Familie Aporcelaimidae Heyns, 1965
    - Familie Qudsianematidae Siddiqi, 1969
    - Familie Nordiidae Siddiqi, 1969

  - Überfamilie Actinolaimoidea Thorne, 1939 (Thorne, 1967)
    - Familie Actinolaimidae Thorne, 1939 (Meyl, 1957)
    - Familie Trachypleurosidae Thorne, 1967
    - Familie Carcharolaimidae Thorne, 1967

  - Überfamilie Longidoroidea Thorne, 1935 (Khan & Ahmad, 1975)
    - Familie Longidoridae Thorne, 1935 (Meyl, 1961)
    - Familie Xiphinematidae Dalmasso, 1969 (Khan & Ahmad, 1975)

  - Überfamilie Belondiroidea Thorne, 1939 (Thorne, 1964)
    - Familie Belondiridae Thorne, 1939

  - Überfamilie Tylencholaimoidea Filipjev, 1934 (Ahmad & Jairajpuri, 1983)
    - Familie Leptonchidae Thorne, 1935
    - Familie Tylencholaimidae Filipjev, 1934 (Siddiqi, 1969)
    - Familie Aulolaimoididae Jairajpuri, 1964
    - Familie Mydonomidae Thorne, 1964
- Unterordnung Nygolaimina Ahmad & Jairajpuri, 1979
  - Überfamilie Nygolaimoidea Thorne, 1935 (De-Coninck, 1965)
    - Familie Nygolaimidae Thorne, 1935 (Meyl, 1961)
    - Familie Nygellidae Andrassy, 1958 (Jairajpuri, 1964)
    - Familie Aetholaimidae Jairajpuri, 1965 (Ahmad & Jairajpuri, 1982)
    - Familie Nygolaimellidae Clark, 1961 (Heyns, 1968)

## Forschungsgeschichte
Félix Dujardin beschrieb 1845 mit Dorylaimus stagnalis die erste Art der Ordnung, welche auch für die höheren Taxa namensgebend war. Nachdem weitere Arten der Gattung zugeordnet wurden, schuf Johannes Govertus de Man 1876 die Familie Dorylaimidae. Die von ihm festgelegten morphologischen Kriterien entsprechen denen der heutigen Ordnung. Arthur Sperry Pearse erhob die Familie 1936 zur Unterordnung und 1942 zur Ordnung.